# Nightmare (película de 1981)
Nightmare (también conocida como Nightmares in a Damaged Brain o Blood Splash) es una película slasher estadounidense de 1981 escrita y dirigida por Romano Scavolini. Nightmare se hizo popular entre los seguidores del cine de terror al ser prohibida como video nasty en el Reino Unido y después de que su distribuidor fue enviado a prisión por lanzar una versión no aprobada. Joel Coen fue contratado como montador y luego despedido por decir que el material filmado era demasiado incoherente como para armar una película a partir de él. El filme también fue controvertido por afirmar en su campaña de promoción que Tom Savini se había encargado de los efectos especiales, lo que Savini negó, diciendo que solo estuvo set de filmación como consultor «durante un día o dos»; Scavolini, sin embargo, aseguró que fue Savini quien diseñó la mayoría de los efectos.

## Argumento
George Tatum (Baird Stafford) viaja de vuelta a su casa en Florida. Durante el camino, tiene una pesadilla recurrente sobre un violento incidente de su niñez, el cual lo obliga a asesinar.
La exesposa de George, Susan Temper (Sharon Smith), su hijo C.J. (C.J. Cooke) y Kathy (Danny Ronan), la niñera de la familia, comienzan a recibir llamadas perdidas de parte de George intentando asegurarse de que su familia se encuentra en la casa. A medida que George se acerca a su destino, sus asesinatos se vuelven más brutales y los recuerdos de su niñez se intensifican.

## Reparto
- Baird Stafford como George Tutam.
- Sharon Smith como Susan Temper.
- C.J. Cooke como C.J. Temper
- Mik Cribben como Bob Rosen.
- Danny Ronan como Kathy.